# Егут (озеро)
Егут — озеро на территории Куземского сельского поселения Кемского района Республики Карелия.

## Общие сведения
Площадь озера — 2,1 км², площадь водосборного бассейна — 131 км². Располагается на высоте 60,7 метров над уровнем моря.
Форма озера продолговатая, вытянуто с северо-запада на юго-восток. Берега преимущественно заболоченные.
Через озеро протекает одноимённая река, втекая в него с западной стороны под названием Викшречка и вытекая — с восточной.
Населённые пункты возле озера отсутствуют. Ближайший — посёлок Кривой Порог — расположен в 22,5 км к юго-западу от озера.
Код объекта в государственном водном реестре — 02020000711102000003931.